# Maria da Penha
Ma da Penha Maia Fernandes (Fortaleza,  es una biofarmacéutica brasileña víctima de violencia doméstica que viene luchando para que los agresores sean visibilizados, y condenados. Es madre de tres hijas, y lidera los movimientos de defensa de los derechos de las mujeres. Ella dio nombre a la ley N.º 11.340/2006 contra la violencia doméstica.
El 7 de agosto de 2006 (18 años), fue sancionada por el presidente de Brasil Lula la Lei Maria da Penha, que aumenta el castigo para las agresiones contra la mujer cuando ocurren en el ámbito doméstico o familiar.
En 1983, su exmarido, el economista y profesor universitario colombiano Marco Antonio Heredia Viveros, intentó matarla en dos ocasiones. La primera vez le disparó con un arma de fuego mientras ella dormía y simulando un asalto, causándole paraplejia irreversible; y en la segunda intentó electrocutarla. Como resultado, Penha sufrió de paraplejía. Nueve años después, su agresor fue condenado a ocho años de prisión, de donde salió en el año 2002 mediante recursos jurídicos, al cabo de sólo dos años de privación de libertad.
El caso llegó a la Comisión Interamericana de Derechos Humanos de la Organización de Estados Americanos (OEA) y fue considerado, por primera vez en la historia un crimen de violencia doméstica.  En la actualidad, Penha es coordinadora de estudios de la Asociación de Estudios, Investigaciones y Publicaciones, de la Asociación de Padres y Amigos de Víctimas de Violencia (APAVV), en Ceará. Y asistió a la ceremonia de la sanción de la ley brasileña que lleva su nombre, junto a los demás ministros y representantes del movimiento feminista.
La nueva ley reconoce expresamente la gravedad de los casos de violencia doméstica y elimina los tribunales penales especiales (que conocen delitos de menor potencial ofensivo) con competencia para juzgarlos. En un artículo publicado en 2003, la abogada Carmen Campos señalaba los déficits en esas prácticas jurídicas que, en la mayoría de los casos, generaban el archivo masivo de causas, la insatisfacción de sus víctimas y la trivialización del delito de violencia doméstica.

## Algunas publicaciones

### Libros
- 2008. Sobrevivi - Posso contar. Editor Armazem Da Cultura. 203 pp. ISBN 8563171038